# Talbrücke Schwarzbachtal
Die Talbrücke Schwarzbachtal ist eine Balkenbrücke mit zwei Spannbetonüberbauten, die in Richtung Erfurt 322 m und in Richtung Schweinfurt 352 m lang sind.
Die Brücke liegt im Zuge der A 71 im Thüringer Wald zwischen den Anschlussstellen Gräfenroda und Oberhof. Sie beginnt direkt am Westportal des Tunnels Alte Burg und endet kurz vor der anschließenden Talbrücke Wilde Gera. Markant sind die dreiecksförmigen Segelelemente aus Beton, welche am Brückenanfang und -ende an den Fahrbahnseiten stehen. Das Bauwerk überspannt bei Geraberg in einer Höhe von maximal 71 m mit einem Grundrissradius von ungefähr 4400 m und einem Längsgefälle von 2,5 % das Tal des Schwarzbaches. Gebaut wurde die Brücke zwischen den Jahren 1997 und 1999. Die Baukosten betrugen 21 Millionen DM.

## Unterbauten
Die Widerlager und Pfeiler sind auf Felsgestein flach gegründet. Die Fundamente sind 2 m dick, bei maximalen Abmessungen von 10 × 11 m. Die Brückenpfeiler mit einer maximalen Höhe von 65 m bis Unterkante des jeweiligen Überbaus sind aufgelöst in zwei schlanke Einzelstützen, die durch Querriegel miteinander verbunden sind. Die Stützen haben am Kopf Querschnittsabmessungen von 1,5 m × 2,5 m und vergrößern sich nach unten mit einem Anzug von 1:70.

## Überbauten
Die Stützweiten betragen für die achtfeldrige Brücke beim nördlichen Überbau 35 m + 6 × 47 m + 35 m und beim südlichen Überbau 35 m + 5 × 45 m + 35 m + 27 m.
Die Überbauten sind einzellige, vorgespannte Hohlkästen aus Spannbeton.
Die Konstruktionshöhe der Hohlkästen beträgt 3,25 m bei einer jeweiligen Fahrbahnplattenbreite einschließlich der Kappen von 14 m sowie einer Bodenplattenbreite von 5,7 m. Es wurde eine interne und externe Vorspannung eingebaut.

## Ausführung
Die beiden Überbauten der Brücke wurden im Taktschiebeverfahren hergestellt. Der Taktkeller war am westlichen Widerlager.